# Наркотическая субкультура
Наркотическая субкультура (наркокультура, субкультура наркомании) — субкультура потребителей наркотиков.
У людей, входящих в данную субкультуру, есть свой нарко-сленг и этикет или набор небольших ритуалов, сопровождающих употребление. Существуют также большие объединения, выступающие за легализацию каннабиса или реформу законов о наркотических веществах.
В наркокультуре можно выделить несколько различных субкультур, образовавшихся вокруг отдельных наркотиков. Например, культура потребления каннабиса (марихуана, гашиш) сильно отличается от того, что окружает потребление героина, так как воздействие этих веществ на человека очень разное, так же как и связанные с этим проблемы (легальность, доступность, зависимость).

## Определения
В современных исследованиях дается несколько определений данного понятия. Так, в работе к. псих. наук Косарецкого С. Г. предлагается понятие наркотической субкультуры как

совокупности традиций, «культа» употребления психоактивных веществ, системой взглядов, убеждений, ценностей, методами и способами их распространения, организацией систематического поиска и производства новых психоактивных веществ, большим количеством экспериментов с разного рода психотропными средствами; системой защиты и оправдания своих взглядов, убеждений и деятельности.

В другом определении подчеркивается антисоциальный характер наркотической субкультуры:

Субкультура наркомании — своеобразная культура потребителей наркотиков, трансформированная антисоциальным мышлением система ценностей, с установкой на получение эйфории от употребления наркотиков и обладающая специфической мировоззренческой окраской, что вступает в противоречие с социальными и правовыми нормами, установленными обществом.

## Связь с общей культурой и искусством
Наркотические вещества играют важную роль в некоторых культурных движениях. Например, марихуана является непременным атрибутом музыки регги и растафарианства (по крайней мере — некоторых видов), а психоделики — субкультуры хиппи.
Также многие представители творческой интеллигенции (особенно в XIX веке) употребляли наркотики и задавались вопросом о их воздействии на человека в целом и творческий процесс в частности. Ярким примером этому является эссе Шарля Бодлера «Вино и гашиш как средства для расширения человеческой личности».